# 加的斯 (肯塔基州)
加的斯（英語：Cadiz），是美国肯塔基州特里格县的一座城市。建立于1820年，面积约为7.5平方公里（2.9平方英里）。根据2010年美国人口普查，该市的人口为2,558人。